# Doležal
Doležal je priimek v Sloveniji, ki ga je po podatkih Statističnega urada Republike Slovenije na dan 1. januarja 2010 uporabljalo 26 oseb in je med vsemi priimki po pogostosti uporabe uvrščen na 11.283 mesto.

## Znani slovenski nosilci priimka
- Vlasta Doležal Rus (*1946), pianistka, predsednica Civilne iniciative Prebudimo Slovenijo
- Alenka Jensterle Doležal (*1959), iterarna zgodovinarka, pisateljica, pesnica, prevajalka

## Znani tuji nosilci priimka
- Bohumil Doležal (*1940), češki literarni kritik, politik, disident
- František Doležal, češki letalski as
- František Doležal (1910–1989), češki slikar, grafik, pesnik, dramatik itd.
- Jiří Doležal (*1963), češki hokejist
- Martin Doležal (*1990), češki nogometaš
- Michal Doležal (*1978), češki smučarski skakalec
- Michaela Doleželová (*1994), češka smučarska skakalka
- Michaela Doležalová (*1970), češka igralka
- Milan (Mišo) Doležal (*1939), hrvaški pevec, tekstopisec in skladatelj zabavne glasbe
- Nikolaj Antonovič Doležal (1899–2000), ruski/sovjetski inženir strojništva, jedrski tehnik češkega rodu
- Rudi Dolezal (*1958), avstrijski filmski režiser in producent
- Sanja Doležal (*1963), hrvaška pevka